# Pontiacq-Viellepinte
Pontiacq-Viellepinte település Franciaországban, Pyrénées-Atlantiques megyében. Lakosainak száma 176 fő (2022. január 1.). Pontiacq-Viellepinte Escaunets, Bentayou-Sérée, Lamayou, Maure, Montaner és Casteide-Doat községekkel határos.

## Népesség
A település népességének változása:
| Lakosok száma | 164  | 174  | 181  | 184  | 185  | 186  | 187  | 181  | 176  |
|               | 2013 | 2015 | 2016 | 2017 | 2018 | 2019 | 2020 | 2021 | 2022 |